# Alberto González Domínguez
Alberto González Domínguez (Buenos Aires, 11 de abril de 1904-Buenos Aires, 14 de septiembre de 1982) fue un matemático, investigador y profesor argentino. Fue una importante figura en el desarrollo de la matemática en la Argentina a mediados del siglo XX.
Su trabajo de investigación en análisis matemático y en física teórica incluyó la teoría de distribuciones y sus aplicaciones a la teoría cuántica de campos, transformadas de Fourier, Hankel y Laplace y series ortogonales, funciones analíticas y comportamiento en el contorno de funciones analíticas, teoría matemática de síntesis de circuitos, y teoría de la probabilidad. Escribió casi un centenar de trabajos de investigación matemática.

## Estudios
De familia andaluza, estudió en la Universidad de Buenos Aires, primero en la Facultad de Filosofía y Letras en el período 1922-1928 y luego en la Facultad de Ciencias Exactas y Naturales, de la que egresó en 1934 y en la que obtuvo su doctorado en Ciencias Físico Matemáticas el 7 de agosto de 1939. Conoció por entonces a Julio Rey Pastor, matemático relevante de la época, de quien fue su alumno y colaborador. Viajó a Estados Unidos como becario de la Fundación Guggenheim para la Universidad Brown de Providence, Rhode Island, donde estuvo hasta 1941 junto al matemático Jacob Tamarkin trabajando sobre las transformadas integrales de Fourier.
Desde muy joven se dedicó al estudio de lenguas clásicas (griego, latín, hebreo y sánscrito) y otros idiomas como esperanto, francés, inglés, italiano y alemán. Otros de sus intereses fueron la filosofía, la gramática, la lexicografía y la literatura.

## Trayectoria
- Fue decano de la Facultad de Ciencias Exactas de la UBA. Había ingresado en 1933 como ayudante del Seminario Matemático; en 1947 fue nombrado profesor titular; entre 1957 y 1966 fue director del departamento de Matemática; y desde 1971 profesor emérito. En esos tiempos eran profesores de la facultad  Manuel Balanzat, José Babini, Mario Gutiérrez Burzaco, Roque Carranza, Mischa Cotlar, Gregorio Klimovsky, Cora Ratto, Emilio Roxin, Manuel Sadosky, Luis Santaló, Roque Scarfiello y Oscar Varsavsky, entre otros.[2][5]
- En 1936 fue, junto a veinticinco profesores más, miembro fundador de la Unión Matemática Argentina, creada con el objetivo de fomentar la investigación matemática en la Argentina y coordinar los trabajos de matemáticos locales y de países latinos de América y cuyo órgano de expresión fue la Revista de la Unión Matemática Argentina. Fue su presidente en siete períodos desde 1947 a 1976, además de haber sido secretario entre 1936 y 1938 y vocal desde 1938 hasta 1945.[6]
- Miembro del directorio de la Comisión Nacional de Energía Atómica de la Argentina. Nombrado en octubre de 1955 por Decreto Nacional n.º 384.[7]
- Fue director del Centro Regional de Matemática para América Latina, creado en 1959 a partir del proyecto que el gobierno argentino había presentado ante la Unesco a fines de 1958 en ocasión de la décima reunión de la Conferencia General del organismo. Su sede fue el departamento de Matemática de la Facultad de Ciencias Exactas de la Universidad de Buenos Aires, donde funcionó durante unos cinco años y en el que se recibió a becarios de Bolivia, Brasil, Costa Rica, Ecuador, Nicaragua, Paraguay, Perú, Uruguay y Venezuela.[8][9]
- Desde 1961 fue investigador de clase superior de la carrera de Investigador Científico del Conicet.
- Fue el primer director (1973-1982) del Instituto Argentino de Matemática (IAM), centro de investigación dependiente del Conicet cuyo objetivo es promover el desarrollo de las matemáticas puras y aplicadas.[10]
- Profesor visitante en las Universidades de Chicago, Illinois en Chicago, California en Los Ángeles y California Berkeley, y profesor de Matemática en la Universidad de Hawái, Estados Unidos.
- Fue profesor titular de Análisis Matemático en la Escuela Superior Técnica del Ejército, en la que luego fue designado profesor honorario.
- Traductor al español de los idiomas alemán, francés, inglés e italiano.
- Fue integrante de la comisión creadora del Instituto de Cálculo de la Facultad de Ciencias Exactas y Naturales de la UBA, junto a Manuel Sadosky y Simón Altmann, del que fue su primer director desde marzo de 1958 hasta octubre de 1961. Esta comisión adquirió la primera computadora en la Argentina, la británica Mercury de Ferranti, más conocida como Clementina.[11]

## Membresías
- Fue académico correspondiente de la Academia Nacional de Ciencias Exactas, Físicas y Naturales de Córdoba, Argentina; de la Academia Nacional de Ciencias Exactas, Físicas y Naturales de Lima, Perú; y de la Real Academia de Ciencias Exactas, Físicas y Naturales de Madrid, España.
- Desde 1950 fue miembro titular de la Academia Nacional de Ciencias Exactas, Físicas y Naturales de Buenos Aires (ANCEFN).[12]
- En 1972 fue nombrado Miembro Honorario de la tercera Conferencia Interamericana.
- Miembro de la Sociedad Científica Argentina.
- Miembro de la Sociedad Estadounidense de Matemática (American Mathematical Society) de Estados Unidos.
- Miembro del Colegiado Directivo de la Asociación Argentina para el Progreso de las Ciencias.
- Miembro de la Comisión Asesora de Matemática, Física y Astronomía del Conicet, Argentina.

## Obras
Redactó cerca de un centenar de trabajos de investigación, realizó artículos, cursos y conferencias de divulgación científica y cultural, de temas científicos específicos, y otros alusivos a matemáticos y científicos en general, publicados en revistas científicas nacionales y extranjeras.
Algunos de sus trabajos han sido incluidos en otras obras de referencia, por ejemplo en Handbuch der Laplace Transformation, tratado de 1950 del matemático alemán Gustav Doetsch, y en Trigonometrical series, tratado de 1959 del matemático polaco Antoni Zygmund. Su obra es citada en libros de matemática y física de varios autores de Alemania, Estados Unidos, Francia, Reino Unido y Países Bajos entre otros.
- 1983. On operator-valued analytic functions with positive real part whose logarithm belongs to a Cp class. Alberto González Domínguez y Osvaldo Capri. En inglés. Libro.
- 1982. Exponential representations of operator-valued impedance functions. Alberto González Domínguez y Osvaldo Capri. En inglés. Libro.
- 1978. On some heterodox distributional multiplicative products. Trabajos de Matemática. IAM, Conicet. En inglés. Libro.
- 1977. On the Laplace transforms of retarded, Lorentz-invariant functions. Alberto González Domínguez y Susana Elena Trione. En inglés. Libro.
- 1976. Sobre una representación canónica, de tipo exponencial, de ciertas matrices de impedancia. Libro.
- 1974. On the factorization of scattering matrices, chain matrices and transfer matrices. En inglés. Libro.
- 1959. Propiedades en el contorno de funciones analíticas. Libro.
- 1956. Nota sobra la fórmula (1/x) δ= (-l/2) δ’. Libro.
- 1955. Les parties finies des intégrales de Riemann-Weyl et les procédés de régularisation. Seminario de Teorías Físicas (Seminario de Broglie) en la Sorbona, París, Francia.
- 1954. Sobre algunas integrales divergentes de la electrodinámica cuántica. Segundo Simposio de Matemática: Algunos problemas matemáticos que se están estudiando en Latinoamérica, en Villavicencio, Mendoza, Argentina.
- 1951. Distribuciones y funciones analíticas. Centro de Cooperación Científica de la Unesco para América Latina, Uruguay.
- 1949. Sobre algunos puntos de la teoría matemática de los circuitos lineales.
- 1950. Teoremas límites para productos de variables aleatorias. Alberto González Domínguez y Roque Scarfiello. Libro.
- 1949. Sobre el transitorio de filtros. XIII reunión de la Asociación Física Argentina, Buenos Aires, Argentina.
- 1949. Nota sobre los valores límites de funciones analíticas. Alberto González Domínguez, Alberto Pedro Calderón y Antoni Zygmund.
- 1945. Sobre ciertas fórmulas de inversión.
- 1941. Contribución a la teoría de las funciones de Hille.
- 1940. The representation of functions by Fourier integrals. Duke mathematical Journal.
- 1938. Condiciones necesarias y suficientes para que una función sea una integral de Laplace.
- 1938. Sobre las series de funciones de Hermite.
- 1938. Sobre la inversión de integrales de Laplace absolutamente convergentes. Seminario Matemático de la Facultad de Ciencias Exactas, Físicas y Naturales, Buenos Aires, Argentina.
- 1937. Sur les intégrales de Laplace.
- 1937. Generalización de un teorema de Cantelli.

## Discípulos
Discípulos destacados
Alberto Pedro Calderón (1920-1998), considerado uno de los más relevantes matemáticos de la segunda mitad del siglo XX, y Roque Scarfiello (1916-2008), profesor de la UBA e ingeniero civil.
Discípulos destacados de quienes fue su director de tesis
Calixto P. Calderón, profesor de la UBA y de la Universidad de Illinois en Chicago en el período 1974-2003; Osvaldo Capri, profesor de la Facultad de Ciencias Exactas y Naturales de la UBA; Margarita Carppa, profesora de la Facultad de Ingeniería de la UBA; Elsa Cortina, investigadora del Conicet; Carlos A. D’Atellis, director del departamento de Matemática de la Universidad Favaloro; Juan José Giambiagi (1924-1996), profesor de la Facultad de Ciencias Exactas y Naturales de la UBA; Graciela Delia Gnavi, profesora de la Facultad de Ciencias Exactas y Naturales de la UBA e investigadora del Conicet; Félix Eduardo Herrera (1915-2007), profesor de la Universidad Nacional de Tucumán; Susana Elena Trione, profesora de la Facultad de Ciencias Exactas y Naturales de la UBA e investigadora del Conicet.

## Premios y honores
- 1978. Premio Consagración Nacional.
- 1969. Premio Concejo Deliberante de la Ciudad de Buenos Aires.
- 1968. Premio Sociedad Científica Argentina.
- 1964. Orden de las Palmas Académicas, otorgada por el Gobierno de Francia.
- 1960. Premio Abraham Mibashan, otorgado por el Consejo Nacional de Investigaciones Científicas y Técnicas (Conicet).
- 1950. Primer Premio Nacional de Ciencias por el trabajo Sobre algunos puntos de la teoría matemática de los circuitos lineales.
- 1940. Segundo Premio Nacional de Ciencias.
- 1936-1937. Premio José Manuel Estrada, otorgado por la Institución Mitre.
- Profesor Honoris Causa del Consejo Directivo de la Fundación Bariloche, entidad creada en 1963 y de la que fue impulsor junto a otros científicos de la Comisión Nacional de Energía Atómica.[17]
- Laurel de Plata, otorgado por el Ateneo Rotario.

Premio «Alberto González Domínguez»
La Academia Nacional de Ciencias Exactas, Físicas y Naturales de Buenos Aires otorga desde el año 1900 premios a la actividad científica excepcional en varias disciplinas. En Matemática ha otorgado en algunas ediciones el premio «Alberto González Domínguez» en su homenaje.